# Apechoneura brevita
Apechoneura brevita là một loài tò vò trong họ Ichneumonidae.